# Hong Sŏng Nam
Hong Sŏng Nam (kor. 홍성남, ur. 2 października 1929 w Chŏngju, zm. 31 marca 2009) – północnokoreański polityk, w latach 1997–2003 pełnił funkcję premiera.